# Ramūnas Skaudžius
Ramūnas Skaudžius (* 30. April 1985 in Alytus) ist ein litauischer Pädagoge und ehemaliger Politiker, Vizeminister der Bildung.

## Leben
Nach dem Abitur 2004 an der Vidzgiris-Mittelschule seiner Heimatstadt Alytus in der südlitauischen Region Dzūkija absolvierte Ramūnas Skaudžius von 2004 bis 2008 das Bachelorstudium, von 2008 bis 2010 das Masterstudium und von 2010 bis 2014 das Promotionsstudium der Chemie an der Fakultät für Chemie der Universität Vilnius in der litauischen Hauptstadt Vilnius.
2010 erwarb er die Qualifikation des Lehrers an der Vytauto Didžiojo universitetas.
2008 lehrte er als Mathematik- und Chemielehrer, von 2009 bis 2012 als Gymnasiallehrer für Chemie und arbeitete als stellvertretender Direktor für Bildung am St.-Christophorus-Gymnasium Vilnius. 2012 machte er ein viermonatiges Praktikum in Deutschland  und 2013 ein 12-monatiges Praktikum am Paul Scherrer Institut in der Schweiz. Von 2014 bis 2016 war er Lehrer am Christophorus-Gymnasium Vilnius. Von 2016 bis 2017 lehrte er als Dozent an der Fakultät für Chemie und Geowissenschaften der Universität Vilnius und als Chemielehrer am KTU-Gymnasium in Kaunas. 2017 lehrte er als Dozent und von 2017 bis 2020 war Vizedekan für Studien der Fakultät für Chemie und Geowissenschaften der Universität Vilnius.
Von 2021 bis 2024 war er Vizeminister für Bildung und Wissenschaft, bis 2023 Stellvertreter der später zurückgetretenen Ministerin Jurgita Šiugždinienė und von 2023 bis April 2024 Stellvertreter des Ministers Gintautas Jakštas im Kabinett Šimonytė. Er trat mit dem Minister fast gleichzeitig zurück.
2011 bekam Ramūnas Skaudžius den nationalen Preis in der Höhe von 15.600 Litas (≈4518 Euro) von Meilė Lukšienė (1913–2009) für einen innovativen Ansatz in der Lehre am Gymnasium.

## Familie
Ramūnas Skaudžius ist verheiratet. Er hat einen Sohn und eine Tochter.